# Walter Fink (Mäzen)
Walter Fink (* 16. August 1930; † 13. April 2018) war ein deutscher Unternehmer. Er war Mäzen der Neuen Musik und Gründungsmitglied, Vorstandsmitglied und Sponsor des Rheingau Musik Festivals.

## Leben
Walter Fink war bis 2002 Geschäftsführender Gesellschafter der Firmengruppe Fink (Fink Schuhe + Sport GmbH; Lahr Schuhe GmbH & Co. KG), einem Familienunternehmen mit Sitz in Wiesbaden-Nordenstadt, das 2010 verkauft wurde.
1987 war er Gründungsmitglied des Rheingau Musik Festivals. Er war Mitglied des Vorstands des Rheingau Musik Festival Fördervereins und Mitglied der Jury für den Rheingau Musikpreis.
Fink wurde 2007 mit dem Bundesverdienstkreuz am Bande des Verdienstordens der Bundesrepublik Deutschland ausgezeichnet. Er war Grand Officier der Confrérie de la Chaîne des Rôtisseurs. Die Hochschule für Gestaltung Karlsruhe verlieh Walter Fink am 19. Oktober 2011 die Würde eines Doktors ehrenhalber der Philosophie (Dr. h. c.) für sein engagiertes Forschen nach neuen Ausdrucksmöglichkeiten der Neuen Musik und Medienkunst.

## Neue Musik
Fink unterstützte die Internationalen Ferienkurse für Neue Musik in Darmstadt. Er interessierte sich für wichtige Uraufführungen und stand mit Komponisten in persönlichem Kontakt. Mehrere Komponisten widmeten ihm Werke, zum Beispiel Volker David Kirchner 1995 sein Klarinettenquartett Exil und Toshio Hosokawa 2001 Temple Bells Voice aus dem letzten Satz seines Oratoriums Voiceless Voice in Hiroshima.
Für das Rheingau Musik Festival initiierte er 1990 das jährliche Komponistenporträt, das Komponisten und ihre Werke auf dem Gebiet der Kammermusik und in größerer Besetzung vorstellt.
Walter Fink stiftete den Walter-Fink-Preis des ZKM für Tanz, Elektroakustische Musik und Medien am ZKM | Zentrum für Kunst und Medientechnologie Karlsruhe, der nach drei erfolgreichen Auslobungen nach seinen künstlerischen Vorstellungen vom ZKM übernommen wurde.
Anlässlich des 80. Geburtstages von Walter Fink komponierte Volker David Kirchner das Klavierstück Nachlese, Toshio Hosokawa schrieb Für Walter für Sopransaxophon und Klavier und Schlagzeug ad libitum. Beide Werke wurden beim Rheingau Musik Festival 2010 uraufgeführt.
Walter Fink förderte die Arbeit des musiktheater intégrale der Hochschule für Gestaltung Karlsruhe zur Skulpturalität von Musik und engagierte sich beim neuen Festival ZeitGenuss. Musik unserer Zeit auf CampusOne der Hochschule für Musik Karlsruhe.

## Walter-Fink-Preis
Walter Fink stiftete mit dem Institut für Musik und Akustik des Zentrums für Kunst und Medientechnologie (ZKM) den „Walter-Fink-Preis des ZKM für elektroakustische Musik, Tanz und Medien“, der mit 10.000 Euro dotiert ist und 2009 zum ersten Mal vergeben wurde. 2012 wurde der Walter-Fink-Preis umstrukturiert, denn er wurde nicht mehr von dem Mäzen, sondern ausschließlich vom ZKM getragen und trug den Namen „Giga-Hertz-Preis für Tanz und Medien“. Er wird nun nicht mehr ausgeschrieben.
- Preisträger 2009: rosalie, Humberto Teixeira, Matthias Ockert
- Preisträger 2010: Pipo Tafel und Daniel Berwanger
- Preisträger 2011: Mireille Leblanc und Ake Parmerud